# Мејфлауер (Арканзас)
Мејфлауер (енгл. Mayflower) град је у америчкој савезној држави Арканзас.

## Демографија
По попису из 2010. године број становника је 2.234, што је 603 (37,0%) становника више него 2000. године.
| Група             | 2000.         | 2010.         |
| Белци             | 1.544 (94,7%) | 2.017 (90,3%) |
| Афроамериканци    | 55 (3,4%)     | 111 (5,0%)    |
| Азијати           | 1 (0,1%)      | 4 (0,2%)      |
| Хиспаноамериканци | 11 (0,7%)     | 53 (2,4%)     |
| Укупно            | 1.631         | 2.234         |